# Князик Олександр Веніамінович
Олександр Веніамінович Кня́зик (нар. 31 серпня 1932, Дніпропетровськ) — український скульптор, член Спілки художників України з 1962 року; заслужений художник УРСР з 1983 року. Чоловік скульпторки Таїсії Судьїної.

## Біографія
Народився 31 серпня 1932 року в місті Дніпропетровську (тепер Дніпро, Україна). Протягом 1953—1959 років навчався в Київському художньому інституті (викладачі Макс Гельман, Макар Вронський, Олексій Олійник, Іван Макогон).
Після здобуття освіти працював в Одесі: з 1960 року у скульптурному цеху, протягом 1965–1992 років — на художньо-виробничому комбінаті. В 1970-ті роки був головою художньої ради Художнього фонду УРСР, а у 1988—1991 роках очолював Одеську організацію Спілки художників України. Потім на творчій роботі. Живе в Одесі, в будинку на вулиці Торговій № 2, квартира 12.

## Творчість
Працює в галузі станкової та монументальної скульптури. Серед робіт:
- декоративна композиція «Муза» та барельєфи для Одесського театру музкомедії (1971);
- барельєфні портрети медиків на меморіалі біля Одеського медичного університету (1982).
- меморіальна дошка Іллі Ільфу в Одесі (1997);
- барельєфи дверей Храму святої великомучениці Тетяни в Одесі (2004).

пам'ятники
- піонерам-героям Віті Хоменкові та Шурі Коберу у Миколаєві (1959, бронза, граніт; у співавторстві з Таїсією Судьїною);
- партизанам загону «Буревісник» у смт Саврані (1972);
- в Одесі:
  - погруддя Льва Толстого (1965);
  - Максиму Горькому (1972);
  - «Дівчина на дельфіні» (1982);
  - «Спартак» (1988);
  - загиблим кораблям (1992);
  - Осипу Дерибасу (1994);
  - чорнобильцям (1996);
  - міліціонерам (1997);
  - Богдану Хмельницькому (2002);
  - Адаму Міцкевичу (2004);
  - Григорію Маразлі (2004);
  - Володимиру Висоцькому (2012);

скульптура
- портрет ланкової Л. Ганущак (1963);
- «Матрос В. Куцман» (1967, граніт);
- «Зміна» (1967, гіпс тонований);
- «Сурмач» (1968, бронза);
- «Орач» (1975);
- «Муза» (1981);
- «Оновлення» (1989);
- «Під вітрилами» (1994);
- «Спортсмен С. Уточкін» (2001);
- «Данте» (2004);
- «Та, яка стоїть» (2008);
- «Пророк» (2009);
- «Ной» (2010).

Брав участь у всеукраїнських виставках з 1958 року, всесоюзних з 1960 року, міжнародних симпозіумах скульптури з 1982 року. Персональні виставки пройшли в Одесі у 1991, 2006 та 2010 роках.
Окремі роботи зберігаються в Національному художньому музеї України, Дніпровському та Одеському художніх музеях, Одеському літературному музеї, Музеї Данте у Равенні.